# Danmarks Olympiska Kommitté
Danmarks olympiska kommitté var en organisation som representerade danska idrottare i IOK. Den grundades 1905 och har sitt huvudkontor i Idrættens hus i Brøndby. Kommittèn är sedan en sammanslagning 1993 en del av Danmarks Idræts-Forbund.
Kommitténs president är Niels Nygaard, och sekreterare är Karl Christian Koch.[källa behövs]